# MUBI
MUBI는 영화 스트리밍 플랫폼, 제작사, 배급사이다. MUBI는 플랫폼에서만 사용할 수 있는 신규 및 기존 영화 제작자의 영화를 제작하고 극장에서 배급한다. 또한 영화 평론 및 뉴스 간행물인 노트북(Notebook)을 발행하고, MUBI GO를 통해 엄선된 신작 영화에 대한 주간 영화티켓을 제공한다.
MUBI의 스트리밍 플랫폼은 웹, 안드로이드 TV, 크롬캐스트, Roku 장치, 플레이스테이션, 아마존 파이어 TV, 애플 TV, LG의 스마트 TV, 삼성의 스마트 TV 등 190개 이상의 국가에서 사용할 수 있으며, 아이폰, 아이패드, 안드로이드를 포함한 모바일 장치에서도 지원한다.

## 같이 보기
- 시네필
- 넷플릭스
- 셔더